# Bram, Aude
Bram là một xã của Pháp, nằm ở tỉnh Aude trong vùng Occitanie của Pháp.
Người dân địa phương trong tiếng Pháp gọi là Bramais.

## Thông tin nhân khẩu
| Năm | 1962  | 1968  | 1975  | 1982  | 1990  | 1999  |
| --- | ----- | ----- | ----- | ----- | ----- | ----- |
| Dân số | 2 417 | 2 733 | 2 643 | 2 650 | 2 899 | 2 969 |
| From the year 1968 on: No double counting—residents of multiple communes (e.g. students and military personnel) are counted only once. |       |       |       |       |       |       |